# Lirceus trilobus
Lirceus trilobus és una espècie de crustaci isòpode pertanyent a la família dels asèl·lids.

## Distribució geogràfica
Es troba a Nord-amèrica: Oklahoma (els Estats Units).